# Fonduta al cioccolato

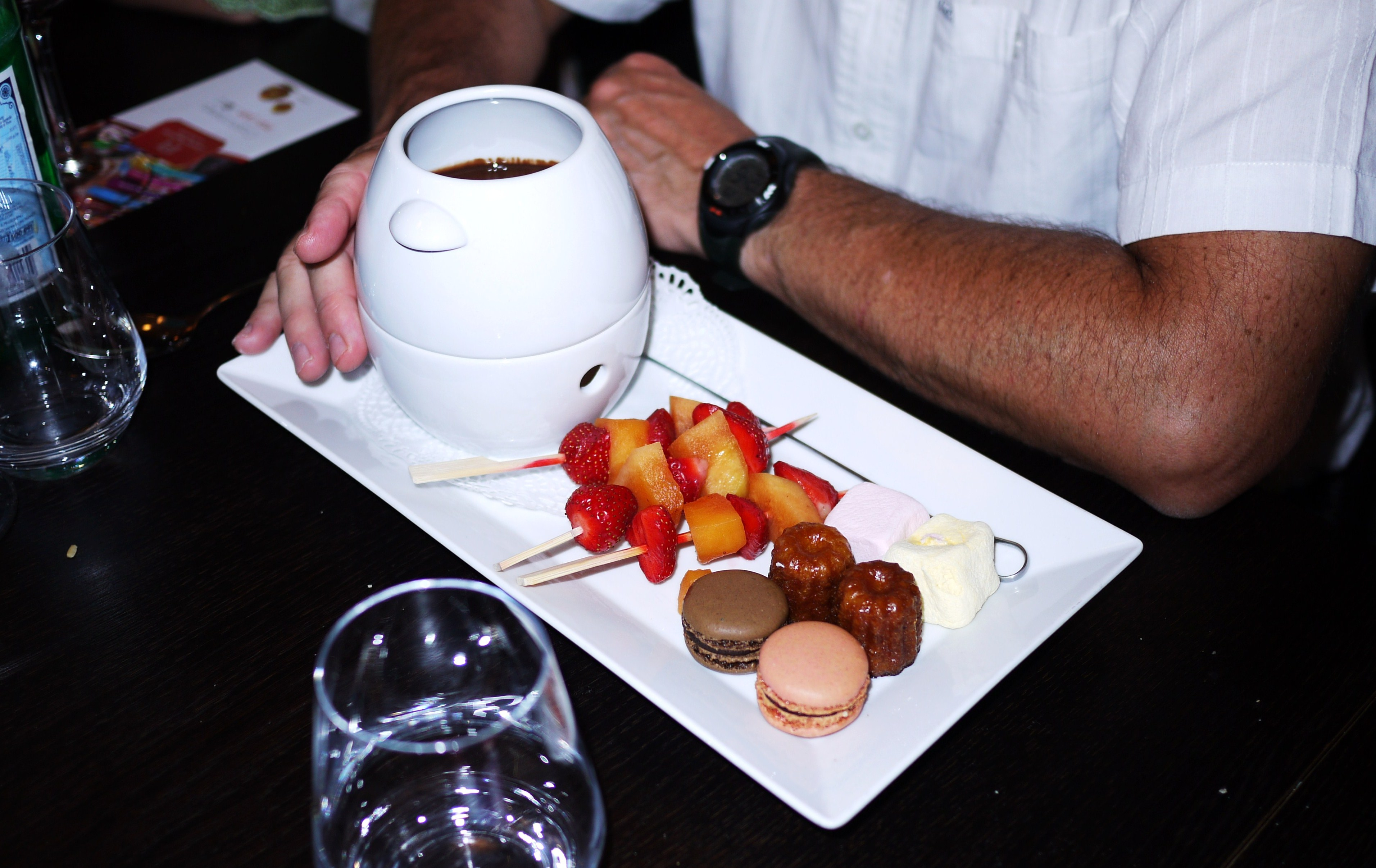
Fonduta al cioccolato con macaron e frutta fresca

La fonduta al cioccolato è una ricetta culinaria semplice da realizzare e la sua degustazione avviene generalmente attorno ad una casseruola apposita denominata caquelon.

## Degustazione
I commensali prendono un pezzo di frutta con una forchetta da fonduta e lo immergono nel cioccolato fuso. Una volta ottenuta una copertura omogenea la forchetta viene estratta e la risultante può essere passata nel cocco o nelle arachidi preventivamente sminuzzate e polverizzate.